# Józef Girotti
Józef Girotti, właśc.Giuseppe Girotti (ur. 19 lipca 1905 w Alba zm. 1 kwietnia 1945 w Dachau) – włoski duchowny, dominikanin, błogosławiony Kościoła katolickiego.

## Życiorys
Urodził się w biednej rodzinie. W wieku 13 lat wstąpił do seminarium Dominikanów Chieri i studiował Pismo Święte w Papieskim Uniwersytecie Świętego Tomasza z Akwinu w Rzymie. 3 sierpnia 1930 przyjął w Chieri święcenia kapłańskie. W 1934 powrócił do Włoch i zaczął wykładać Pismo Święte w studium dominikańskim w Turynie. Mimo młodego wieku cieszył się dużym autorytetem jako profesor i był bardzo lubiany przez uczniów.

## Męczeńska śmierć i beatyfikacja
29 sierpnia 1944 został aresztowany i wysłany do obozu koncentracyjnego w Dachau, gdzie zmarł 1 kwietnia 1945. Za uratowanie Żydów poprzez organizowanie bezpiecznych kryjówek i dróg ewakuacji z Włoch został uhonorowany tytułem Sprawiedliwy wśród Narodów Świata. W 1988 kuria metropolitalna w Turynie rozpoczęła jego proces beatyfikacyjny, a 27 marca 2013 papież Franciszek podpisał dekret zezwalający na beatyfikację włoskiego dominikanina, która odbyła się 26 kwietnia 2014 w Alba.